# Серж Московичи
Серж Московичи (на френски: Serge Moscovici – Московиси́; роден като Срул-Ерш Москович, на румънски: Srul Herş Moscovici) е френски психолог от румънски произход, автор на научни трудове в областта на социалната психология, ръководител на лабораторията за социално-психологични изследвания към Висшата школа за социални изследвания на Парижки университет.

## Биография
Роден е на 14 юни 1925 година в Браила, Кралство Румъния, в семейството на търговец на зърно. Израства в Кагул в съседна Бесарабия, която впоследствие счита за своя родина. В средата на 30-те години на ХХ век семейството му се премества в Галац, а после в Букурещ, където Московичи, който е изключен през 1938 г. от лицея заради влезли в сила антисемитски закони, постъпва да учи механика в професионалното училище „Ciocanul“.
През 1939 г. Московичи става член на Румънска комунистическа партия. По време на войната, като евреин е интерниран в лагер за принудителен труд в строителството. През 1944 г. работи като заварчик в букурещкия завод „Malaxa“. На следващата година е арестуван в Арад по подозрение за участие в нелегална ционистка организация и преместен, за да бъде съден в Тимишоара. През 1947 г. Московичи нелегално напуска Румъния и след кратък престой в бежански лагер в Италия се установява в Париж, където учи психология в Парижкия университет. От 1963 г. Московичи е президент на Европейската асоциация по експериментална психология, а от 1979 г. директор на Европейската лаборатория по социална психология, която той основава през 1975 г.
Синът на Серж Московичи, Пиер Московиси (род. 1957 г.), е политик от Социалистическата партия, финансов министър (2012 – 2014) и еврокомисар (от 2014).
Умира на 16 ноември 2014 година в Париж на 89-годишна възраст.